# Goulburn Valley Highway
Der Goulburn Valley Highway ist eine Fernstraße im Norden und in der Mitte des australischen Bundesstaates Victoria. Er verbindet den Newell Highway in Tocumwal am Murray River mit der Kleinstadt Eildon am gleichnamigen See entlang des Goulburn River, einem der größten Nebenflüsse des Murray River. Von Tocumwal bis Seymour ist die Straße Teil des National Highway von Brisbane nach Melbourne und trägt die Nummer NA 39.

## Verlauf
Von Tocumwal führt die zweispurige Straße über den Murray River und die Grenze zwischen New South Wales und Victoria nach Süd-Südosten. Nach 15 km biegt sie scharf nach Westen ab und führt zusammen mit dem Murray Valley Highway (B400) bis kurz hinter Strathmerton. Dort biegt sie scharf nach Süden ab und führt schnurgerade über Numurkah nach Shepparton. Von Shepparton aus führt der Goulburn Highway in einer sanften S-Kurve nach Süd-Südwesten über Nagambie zum Hume Highway (M31) nördlich von Seymour. Auch auf diesem Streckenabschnitt ist die Straße zweispurig, besitzt aber längere drei- bis vierspurige Abschnitte.
Von der Kreuzung mit dem Hume Highway zieht die Straße durch Seymour und dann nach Südosten, immer flussaufwärts, bis Yea. Dort trifft sie auf dem Melba Highway / Maroondah Highway (B300), mit dem sie gemeinsam nach Nordosten bis Cathkin verläuft. Von dort folgt der Goulburn Valley Highway weiterhin dem Fluss in einem Bogen nach Südosten bis Alexandra und weiter, auf Nordosten drehend, die letzten 26 km bis Eildon. Dort endet der Highway und geht in die Eildon Road über.

## Straßennummerierung
- von Tocumwal bis zum Hume Highway
- vom Hume Highway bis Eildon

## Autobahnausbau
Der Goulburn Valley Highway ist als Road of National Importance (RONI) (dt.: Straße von nationaler Bedeutung) klassifiziert. Dies bedeutet, dass das Commonwealth of Australia für alle Ausbaukosten aufkommt. Die Straße soll nach und nach auf Autobahnstandard ausgebaut werden, sodass alle Städte nördlich des Hume Freeway eine Ortsumgehung erhalten sollen.

## Ortsumgehungen

### Arcadia
Die Arbeiten an der 11 km langen Umgehung für den südlich von Shepparton gelegenen Ort begannen im Juli 2006. Inzwischen ist sie dem Verkehr übergeben.

### Nagambie
Die Bauarbeiten an der 17 Kilometer langen Umgehung von Nagambie begannen im Dezember 2009. Im Mai 2013 wurde die Straße fertiggestellt und dem Verkehr übergeben.

### Shepparton
Der Verlauf dieser Ortsumgehung wurde bereits festgelegt, aber es gibt noch keine Angaben zum Baubeginn.

### Strathmerton
Der Verlauf dieser Ortsumgehung wurde bereits festgelegt, aber es gibt noch keine Angaben zum Baubeginn.

## Wichtige Kreuzungen und Anschlüsse
| Goulburn Valley Highway                                                                            |                                                |                                             |                                                                     |
| Anschlüsse Richtung Norden                                                                         | Entfernung nach Brisbane (km)                  | Entfernung nach Melbourne über Freeway (km) | Anschlüsse Richtung Süden                                           |
| Ende Goulburn Valley Highway weiter als Newell Highway nach Finley / Narrandera / Dubbo / Brisbane | 1412                                           | 270                                         | Beginn Goulburn Valley Highway vom Newell Highway                   |
| MURRAY RIVER                                                                                       | 1412                                           | 270                                         | MURRAY RIVER                                                        |
| NEW SOUTH WALES STAATSGRENZE VICTORIA                                                              |                                                |                                             |                                                                     |
| Cobram Cobram-Koonoomoo Road                                                                       | 1423                                           | 259                                         | Cobram, Yarrawonga Cobram-Koonoomoo Road                            |
| weiter als                                                                                         | 1427                                           | 255                                         | Cobram, Yarrawonga, Wodonga; nach Benalla Murray Valley Highway     |
| Cobram, Yarrawonga, Wodonga Murray Valley Highway                                                  | 1427                                           | 255                                         | duplexes with                                                       |
| EISENBAHNLINIE NACH TOCUMWAL                                                                       | 1436                                           | 246                                         | EISENBAHNLINIE NACH TOCUMWAL                                        |
| Strathmerton                                                                                       | 1437                                           | 245                                         | Strathmerton                                                        |
| zusammen mit                                                                                       | 1441                                           | 241                                         | Nathalia, Echuca, Kerang, Swan Hill Murray Valley Highway           |
| Echuca, Kerang, Swan Hill Murray Valley Highway                                                    | 1441                                           | 241                                         | weiter als                                                          |
| weiter als                                                                                         | 1459                                           | 223                                         | Nathalia Katamatite-Nathalia Road                                   |
| Nathalia Katamatite-Nathalia Road                                                                  | 1459                                           | 223                                         | zusammen mit                                                        |
| Numurkah                                                                                           | 1460                                           | 222                                         | Numurkah                                                            |
| duplexes with                                                                                      | 1461                                           | 221                                         | Katamatite Katamatite-Nathalia Road                                 |
| Katamatite, Yarrawonga Katamatite-Nathalia Road                                                    | 1461                                           | 221                                         | weiter als                                                          |
| Katamatite Katamatite-Shepparton Road                                                              | 1483,5                                         | 198,5                                       | Katamatite Katamatite-Shepparton Road                               |
| Grahamvale Road                                                                                    | 1483,6                                         | 198,4                                       | Melbourne über Bypass; zur Euroa Grahamvale Road                    |
| Nathalia, Barmah Barmah-Shepparton Road                                                            | 1488                                           | 194                                         | Barmah Barmah-Shepparton Road                                       |
| Dookie Dookie-Shepparton Road                                                                      | 1491                                           | 191                                         | Dookie Dookie-Shepparton Road                                       |
| Kyabram, Elmore, Bendigo; Benalla Midland Highway                                                  | 1493                                           | 189                                         | Shepparton                                                          |
| Shepparton                                                                                         | 1493                                           | 189                                         | Benalla; Kyabram, Elmore, Bendigo Midland Highway                   |
| EISENBAHNLINIE NACH SHEPPARTON                                                                     | 1494                                           | 188                                         | EISENBAHNLINIE NACH SHEPPARTON                                      |
| Numurkah, Brisbane über Bypass River Road                                                          | 1500                                           | 182                                         | zur Euroa River Road                                                |
| Goulburn Valley Highway weiter vom Goulburn Valley Freeway                                         | 1509                                           | 173                                         | weiter als Goulburn Valley Freeway nach Nagambie                    |
| weiter als Goulburn Valley Freeway nach Shepparton                                                 | 1536                                           | 146                                         | Goulburn Valley Highway weiter vom Goulburn Valley Freeway          |
| Nagambie                                                                                           | 1545                                           | 137                                         | Nagambie                                                            |
| Heathcote, Bendigo Heathcote-Nagambie Road                                                         | 1546                                           | 136                                         | Heathcote Heathcote-Nagambie Road                                   |
| Goulburn Valley Highway weiter vom Goulburn Valley Freeway                                         | 1551                                           | 131                                         | weiter als Goulburn Valley Freeway nach Melbourne                   |
| Ende weiter als Freeway nach Nagambie                                                              | 1568                                           | 114                                         | Ende Freeway weiter als                                             |
| Wodonga, Sydney Hume Freeway                                                                       | 1568,5                                         | 114                                         | Ende Freeway weiter als                                             |
| Melbourne Hume Freeway                                                                             | 1569                                           | 114                                         | Ende Freeway weiter als                                             |
| Anschlüsse Richtung Westen                                                                         | Entfernung nach Seymour (km)                   | Entfernung nach Eildon (km)                 | Anschlüsse Richtung Osten                                           |
| Melbourne über Freeway; Puckapunyal, Tooborac Seymour-Tooborac Road                                | --                                             | 95                                          | Melbourne über Freeway; Puckapunyal, Tooborac Seymour-Tooborac Road |
| EISENBAHNLINIE NACH SEYMOUR                                                                        | --                                             | 94,5                                        | EISENBAHNLINIE NACH SEYMOUR                                         |
| Seymour                                                                                            | 0                                              | 94                                          | Seymour                                                             |
| Melbourne über Freeway; Tallarook Upper Goulburn Road                                              | 10                                             | 84                                          | Melbourne über Freeway; Tallarook Upper Goulburn Road               |
| Flowerdale, Whittlesea Whittlesea-Yea Road                                                         | 37                                             | 57                                          | Flowerdale, Whittlesea Whittlesea-Yea Road                          |
| Yea                                                                                                | 38                                             | 56                                          | Yea                                                                 |
| Anschlüsse Richtung Westen                                                                         | Entfernung nach Melbourne über Yarra Glen (km) | Entfernung nach Eildon (km)                 | Anschlüsse Richtung Osten                                           |
| weiter als                                                                                         | 111                                            | 56                                          | Yarra Glen, Lilydale Melba Highway                                  |
| Yarra Glen, Melbourne Melba Highway                                                                | 111                                            | 56                                          | zusammen mit                                                        |
| zusammen mit                                                                                       | 129                                            | 38                                          | Bonnie Doon, Mansfield, Benalla Maroondah Link Highway              |
| Mansfield Maroondah Link Highway                                                                   | 129                                            | 38                                          | weiter als                                                          |
| Anschlüsse Richtung Westen                                                                         | Entfernung nach Seymour (km)                   | Entfernung nach Eildon (km)                 | Anschlüsse Richtung Osten                                           |
| Bonnie Doon, Mansfield, Benalla Maroondah Highway                                                  | 62                                             | 32                                          | Mansfield Maroondah Highway                                         |
| Marysville, Melbourne Maroondah Highway                                                            | 69                                             | 25                                          | Alexandra                                                           |
| Alexandra                                                                                          | 69                                             | 25                                          | Marysville, Healesville, Lilydale, Melbourne Maroondah Highway      |
| nach Melbourne Taggerty-Thornton Road                                                              | 81                                             | 13                                          | Taggerty-Thornton Road                                              |
| Beginn Goulburn Valley Highway von der Eildon Road                                                 | 94                                             | 0                                           | Eildon                                                              |
| Beginn Goulburn Valley Highway von der Eildon Road                                                 | 94                                             | 0                                           | Ende Goulburn Valley Highway weiter als Eildon Road zum Lake Eildon |